# Arrondissement de Trebnitz

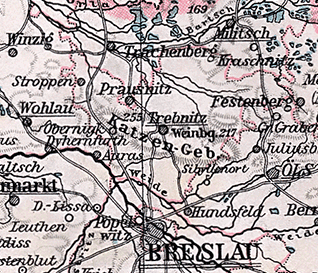
Arrondissement de Trebnitz en 1905

L'arrondissement de Trebnitz est un arrondissement prussien de la province de Silésie et existe de 1742 à 1945. Son chef-lieu est la ville de Trebnitz. L'ancien territoire de l'arrondissement fait maintenant partie de la voïvodie polonaise de Basse-Silésie.

## Histoire
Après la conquête de la majeure partie de la Silésie par la Prusse en 1741, les structures administratives prussiennes sont introduites en Basse-Silésie par arrêté du cabinet royal du 25 novembre 1741. Cela comprend la création de deux chambres de guerre et de domaine à Breslau et Glogau ainsi que leur division en arrondissements et la nomination des administrateurs d'arrondissements le 1er janvier 1742.
Dans la principauté d'Œls, l'une des sous-principautés silésiennes, les arrondissements prussiens d'Oels-Bernstadt et Trebnitz sont formés à partir des faubourgs silésiens d'Œls, Bernstadt et Trebnitz. Carl Christoph von Lemberg est nommé premier administrateur de l'arrondissement de Trebnitz,. L'arrondissement de Trebnitz est initialement subordonné à la Chambre de guerre et de domaine de Breslau et est affecté au district de Breslau de la province de Silésie au cours des réformes Stein-Hardenberg en 1815.
Lors de la réforme de l'arrondissement du 1er janvier 1818 dans le district de Breslau, les reclassements suivants sont opérés :
- Les villages de Groß et Klein Bischkowitz, Haasenau, Hennigsdorf, Kottwitz, Kunzendorf, Schebitz, Sponsberg et Striese sont transférés de l'arrondissement de Breslau à l'arrondissement de Trebnitz.
- Les villages d'Alt Hammer, Brustawe, Eisenhammer, Ellguth, Groß Lahse, Groß Perschnitz, Kesselsdorff, Klein Lahse, Klein Perschnitz, Liebenthal, Linsen, Neuvorwerk et Peterwitz sont transférés de l'arrondissement de Trebnitz à l'arrondissement de Militsch (de).
- Les villages de Grottke, Lahserwitz, Pawelschöne, Peruschen, Pruskawe, Schilkwitz, Schlanowitz, Sigda, Striese et Wersingawe sont transférés de l'arrondissement de Trebnitz à l'arrondissement de Wohlau (de)[6]

Le 8 novembre 1919, la province de Silésie est dissoute et la nouvelle province de Basse-Silésie est formée à partir des districts de Breslau et de Liegnitz. Le 30 septembre 1929, une réforme territoriale a lieu dans l'arrondissement de Trebnitz, comme dans le reste de l'État libre de Prusse, dans laquelle tous les districts de domaine sont dissous et attribués aux communes voisines. Le 1er avril 1938, les provinces de Basse-Silésie et de Haute-Silésie fusionnent pour former la nouvelle province de Silésie. Le 18 janvier 1941, la province de Silésie est dissoute. La nouvelle province de Basse-Silésie est formée des districts de Breslau et de Liegnitz.
En janvier et février 1945, l'Armée rouge conquiert la région et la place peu de temps après sous l'administration de la République populaire de Pologne, créée pour la Silésie en mars 1945. L'afflux de Polonais commence alors dans l'arrondissement, dont certains viennent des territoires situées à l'est de la ligne Curzon tombées aux mains de l'Union soviétique, tandis que la population précédente de l'arrondissement est soumise à une « vérification », ce qui aboutit à leur expulsion presque complète.

## Évolution de la démographie
| Année | Habitants | Source |
| ----- | --------- | ------ |
| 1795  | 37 368    | [ 9 ]  |
| 1819  | 36 432    | [ 10 ] |
| 1846  | 51 204    | [ 11 ] |
| 1871  | 52 530    | [ 12 ] |
| 1885  | 52 126    | [ 13 ] |
| 1900  | 51 033    | [ 14 ] |
| 1910  | 52 453    | [ 14 ] |
| 1925  | 55 656    | [ 15 ] |
| 1939  | 54 177    | [ 15 ] |

## Administrateurs de l'arrondissement
- 1742–174400Carl Christoph von Lemberg (de)[4]
- 1744–176000Hans Rudolph von Salisch (de)[4]
- 1764–179300Christian Adolph von Seidlitz[4]
- 1793–182400Sylvius Sigismund von Walther und Croneck[4]
- 1824–183000von Röll
- 1830–185400Moritz von Poser und Groß-Naedlitz (de)[4]
- 1855–188500Paul von Salisch (de)
- 1885–189100Max von Uthmann (de)
- 1891–191900Kurt von Scheliha
- 1919–192100Hans Menzel
- 1921–193300Felix Steinfeld
- 1933–194000Horst Friedrich
- 1940–194200von Saint Paul
- 1942–194300Otto Braß (de)

## Constitution communale
Depuis le XIXe siècle, l'arrondissement de Trebnitz est divisé en villes, en communes rurales et en districts de domaine. Avec l'introduction de la loi constitutionnelle prussienne sur les communes du 15 décembre 1933 ainsi que le code communal allemand du 30 janvier 1935, le principe du leader est appliqué au niveau municipal. Une nouvelle constitution d'arrondissement n'est plus créée; Les règlements de l'arrondissement pour les provinces de Prusse-Orientale et Occidentale, de Brandebourg, de Poméranie, de Silésie et de Saxe du 19 mars 1881 restent applicables.

## Communes

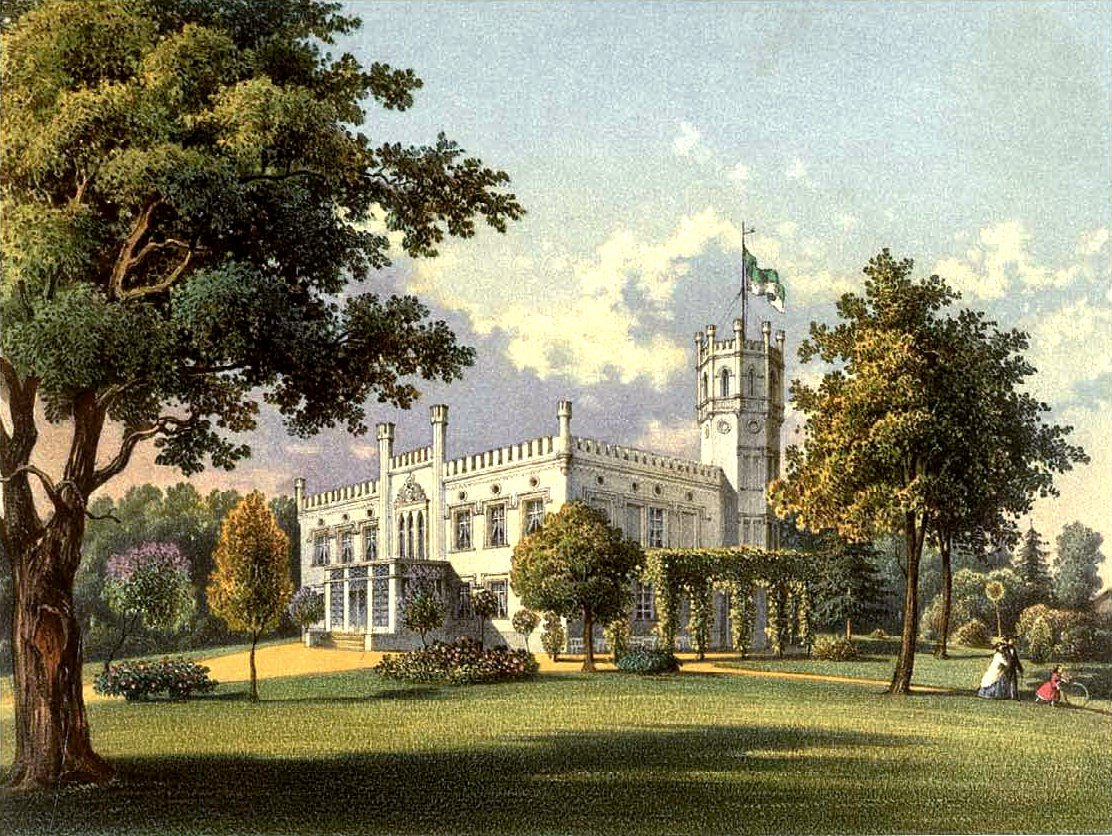
Château de Pirschen, collection Alexander Duncker

En 1936, l'arrondissement de Trebnitz comprend deux villes et 148 communes
| - Beckern - Bentkau - Bergkehle - Bingerau - Bischwitz - Bothendorf - Briesche - Brietzen - Brockotschine - Brodowze - Bruschewitz - Buchwald - Buckowine - Bunkai - Burgwitz - Buschewitz - Deutsch Hammer - Dockern - Domnowitz - Droschen - Eichendorf - Esdorf - Gellendorf - Glockschütz - Grochowe - Groß Biadauschke - Groß Breesen - Groß Hammer - Groß Kommerowe - Groß Krutschen - Groß Leipe - Groß Märtinau - Groß Muritsch - Groß Peterwitz - Groß Raake - Groß Schwundnig - Groß Totschen - Groß Ujeschütz | - Groß Wilkawe - Groß Zauche - Guhlau - Güntherwitz - Haasenau - Haltauf - Heidewilxen - Hennigsdorf - Holzkirch - Hünern - Jagatschütz - Janischguth - Jeschütz - Kainowe - Kampern - Kapsdorf - Karoschke - Katholisch Hammer - Kawallen - Klein Biadauschke - Klein Graben - Klein Kommerowe - Klein Märtinau - Klein Muritsch - Klein Totschen - Klein Ujeschütz - Klein Wilkawe - Kloch-Ellguth - Kniegnitz - Kobelwitz - Kodlewe - Konradswaldau - Koschnöwe - Kottwitz - Kotzerke - Krakowahne - Krumpach - Kryschanowitz | - Kunzendorf - Langenau - Lossen - Lückerwitz - Luzine - Machnitz - Mahlen - Maltschawe - Maluschütz - Mankerwitz - Massel - Maßlisch Hammer - Michelwitz - Mühnitz - Neiderei - Neuhof - Neuwalde - Nieder Frauenwaldau - Nieder Kachel - Nieder Mahliau - Ober Frauenwaldau - Ober Glauche - Ober Kehle - Ober Mahliau - Obernigk - Pannwitz - Paschkerwitz - Paulwitz - Pawellau - Pawelwitz - Perschütz - Peterwitz - Pflaumendorf - Pinxen - Pirschen - Pristelwitz - Probotschütz - Puditsch | - Pürbischau - Radelau - Ramischau - Raschen - Raschewitz - Rux - Sackerschöwe - Sapraschine - Schawoine - Schebitz - Schickwitz - Schimmelwitz - Schimmerau - Schlottau - Schlottauermühlen - Schmark-Ellguth - Schön-Ellguth - Senditz - Simsdorf - Skarsine - Skotschenine - Sponsberg - Striese - Stroppen, ville - Tarnast - Trebnitz, ville - Trebnitzermühlen - Tschachawe - Tschelentnig - Werndorf - Wiese - Würzen - Zantkau - Zechelwitz - Zedlitz - Zirkwitz |

L'arrondissement comprend également le district forestier inhabité de Donnerswalde.
Constitutions jusqu'en 1939
- Bergruh (Radelau), le 1er avril 1939 au Bolkohof
- Groß Totschen, le 1er avril 1939 à Moltketal
- Klein Pigern, 1912 à Massel
- Klein Totschen, le 1er avril 1939 à Moltketal
- Nieder Frauenwaldau, le 1er avril 1937 à Frauenwaldau
- Nieder Glauche, le 17 octobre 1928 à Tschachawe
- Nieder Mahliau, le 1er avril 1937 à Mahliau
- Ober Frauenwaldau, le 1er avril 1937 à Frauenwaldau
- Ober Mahliau, le 1er avril 1937 à Mahliau
- Ströhof, le 17 octobre 1928 à Zirkwitz
- Trebnitzermühlen, le 1er janvier 1936 à Neuhof
- Werdermühle, le 1er décembre 1935 à Groß Ujeschütz
- Wischawe, le 17 octobre 1928 à Kniegnitz

## Changements de noms de lieux
La commune de Groß Hammer s'appelle Polish Hammer jusqu'en 1908 et la commune d'Eichendorf s'appelle Pollentschine jusqu'en 1928. En 1936 et 1937, de nombreuses communes de l'arrondissement de Trebnitz sont rebaptisées
| - Brockotschine → Moltketal - Brodowze → Grabenfurt - Bruschewitz → Möwengrund - Buckowine → Hartwasser - Bunkai → Sachsenhof - Buschewitz → Ostwinkel - Domnowitz → Germanengrund - Grochowe → Waldwinkel - Groß Biadauschke → Heidegrund - Groß Kommerowe → Hasdingen - Groß Wilkawe → Wolfswalde - Jagatschütz → Jagdschütz - Kainowe → Friedrichskirch - Karoschke → Lindenwaldau - Klein Biadauschke → Margaretenmühle - Klein Kommerowe → Waldkirch - Klein Wilkawe → Friedensruh - Kloch-Ellguth → Kloch-Felde - Kodlewe → Teichsdorf - Koschnöwe → Ziegenfeld | - Krakowahne → Luisengrund - Kryschanowitz → Weidebrück - Maltschawe → Kleinau - Maluschütz → Erbenfelde - Pawellau → Paulskirch - Pawelwitz → Wendelborn - Pinxen → Hagenau - Probotschütz → Wiesenbrunn - Puditsch → Georgendorf - Radelau → Bergruh - Ramischau → Fürstengrund - Sackerschöwe → Buschwiese - Sapraschine → Lindenhof - Schawoine → Blüchertal - Schmark-Ellguth → Katharinengrund - Skarsine → Sauerbrunn - Skotschenine → Katzberg - Tschachawe → Bolkohof - Tschelentnig → Wenigwasser → Bergfelde |